# Parque de la España Industrial
El parque de la España Industrial (en catalán: Parc de l'Espanya Industrial) está situado entre los barrios de Sants y de Hostafrancs, en el distrito de Sants-Montjuïc de la ciudad de Barcelona (España), junto a la estación de ferrocarril de Barcelona-Sants.

## Historia
Fue construido en 1985 por los arquitectos Luis Peña Ganchegui, Francesc Rius i Camps, Antón Pagola y Monserrat Ruiz, en los terrenos que dejó libres La España Industrial (también conocida como el Vapor Nou de Sants), una antigua fábrica textil fundada en 1847 por la familia Muntadas, y que en 1972 se trasladó a Mollet del Vallès. El año de su construcción recibió el premio FAD de Arquitectura e Interiorismo. El parque fue reformado a fondo el año 2009.

## Descripción
El parque se inspira en los cuatro elementos primordiales: agua, tierra, fuego y aire. A lo largo del paseo de San Antonio bordean el parque unas altas torres de iluminación, desde las que unas graderías conducen hasta un lago artificial, que se puede recorrer a barca. Se conserva el edificio de oficinas de la antigua fábrica, la Casa del Mig, que actualmente es un casal juvenil. El parque cuenta también con un polideportivo, mesas de ping-pong y área de juegos infantiles.
En el recinto del parque se encuentran varias esculturas:
- El Dragón, de Andrés Nagel (1987), de 150 toneladas, tiene forma de dragón pero a la vez es un tobogán.[5]
- Neptuno, de Manuel Fuxá (1881), situada en el centro del lago.[6]
- Venus moderna, de José Pérez Pérez "Peresejo" (1929).[7]
- Torso de mujer, de Enric Casanovas (1947).[8]
- Los bueyes de la abundancia, de Antonio Alsina (1926).[9]
- Landa V, de Pablo Palazuelo (1985).[10]
- Alto Rhapsody, de Anthony Caro (1985).[11]

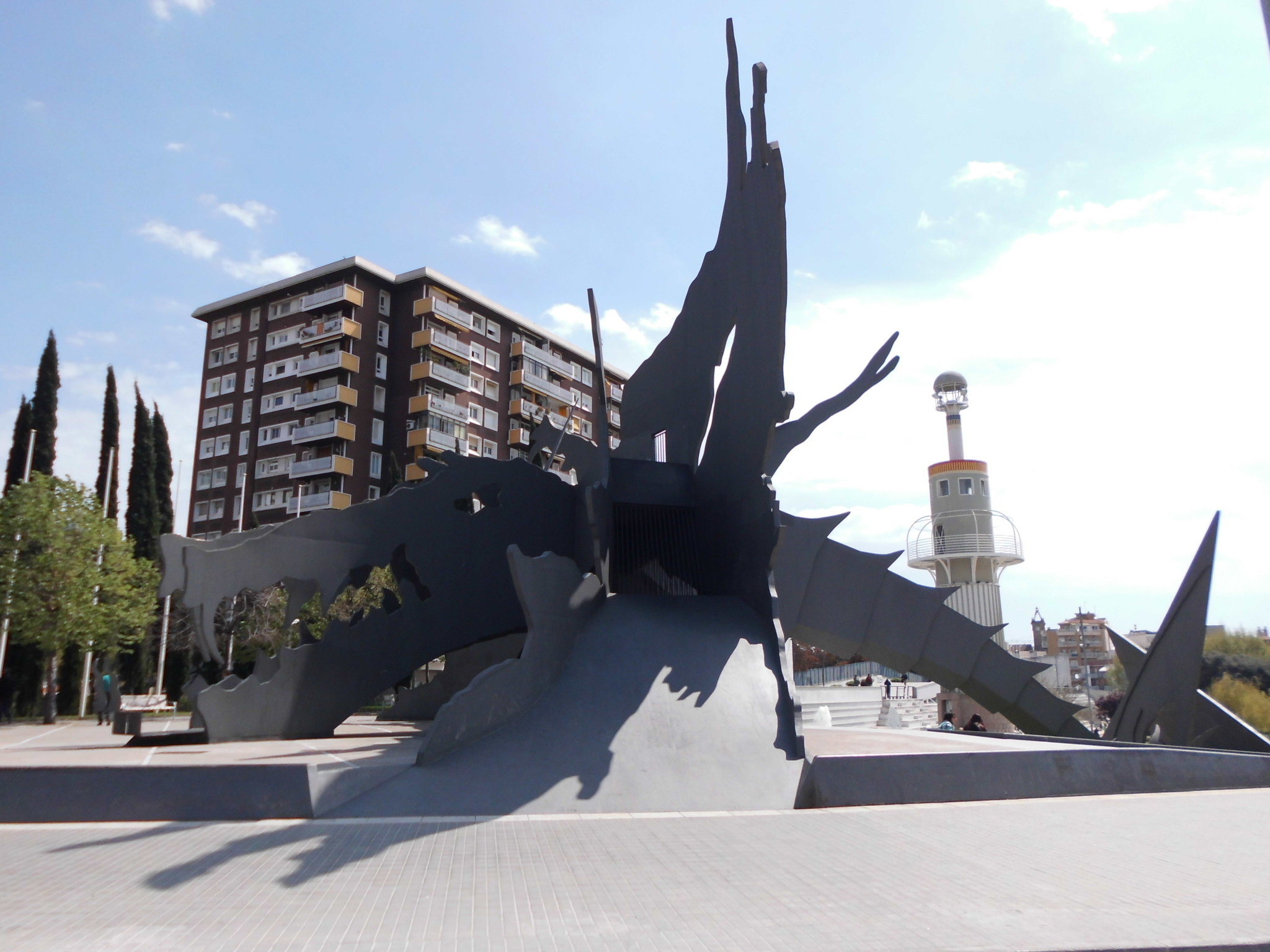
El Dragón, de Andrés Nagel (1987).
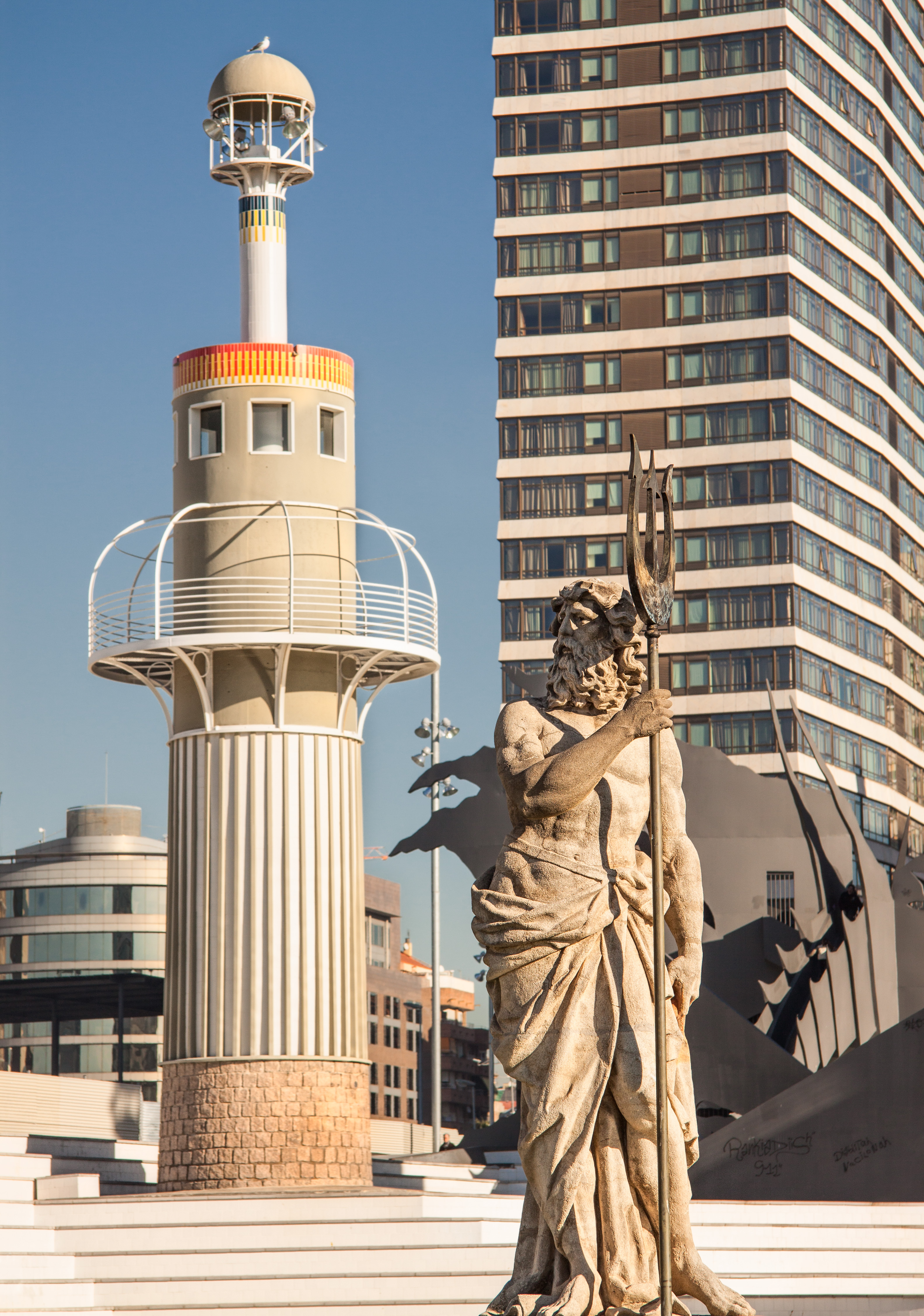
Neptuno, de Manuel Fuxá (1881).
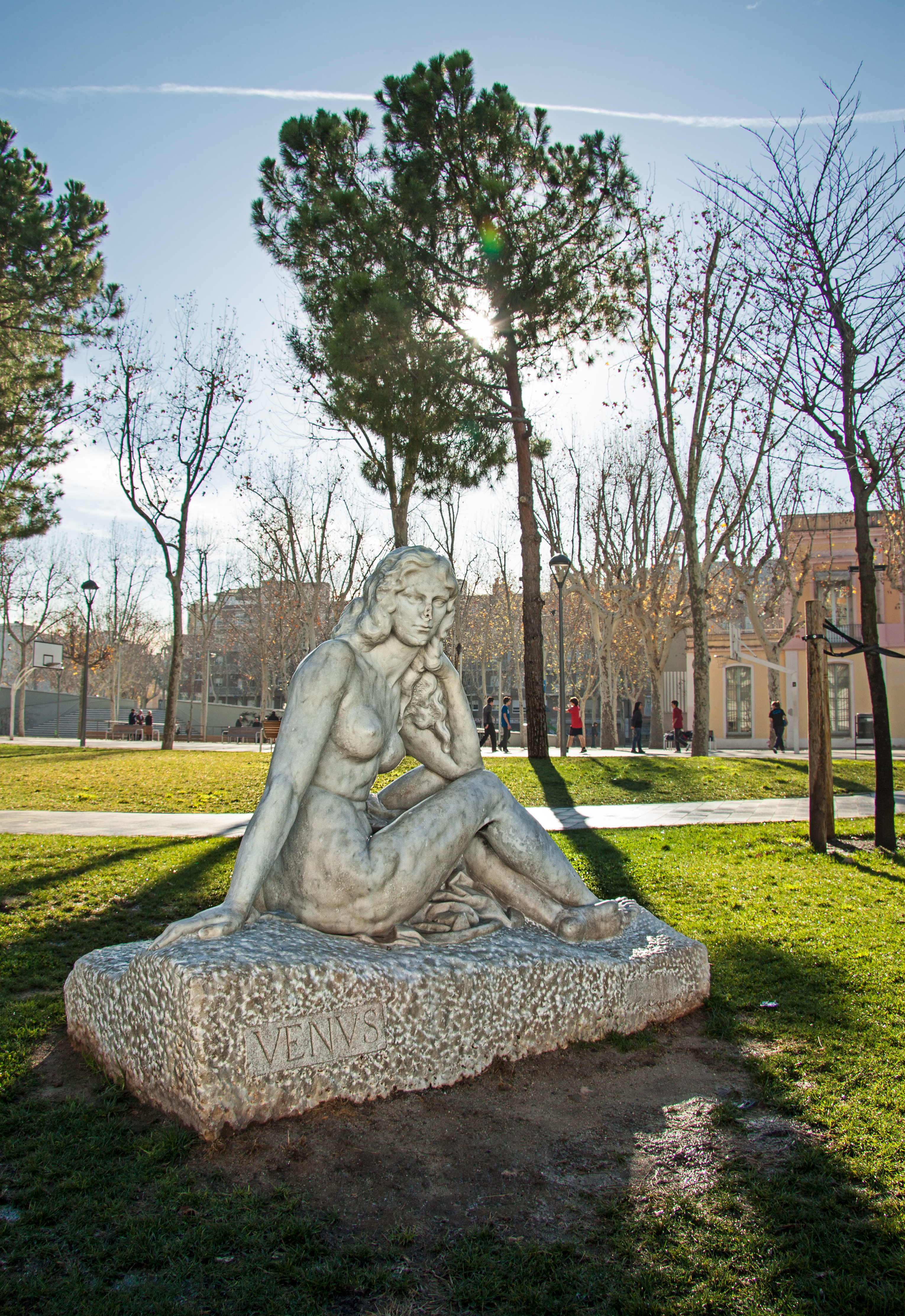
Venus moderna, de José Pérez Pérez "Peresejo" (1929).
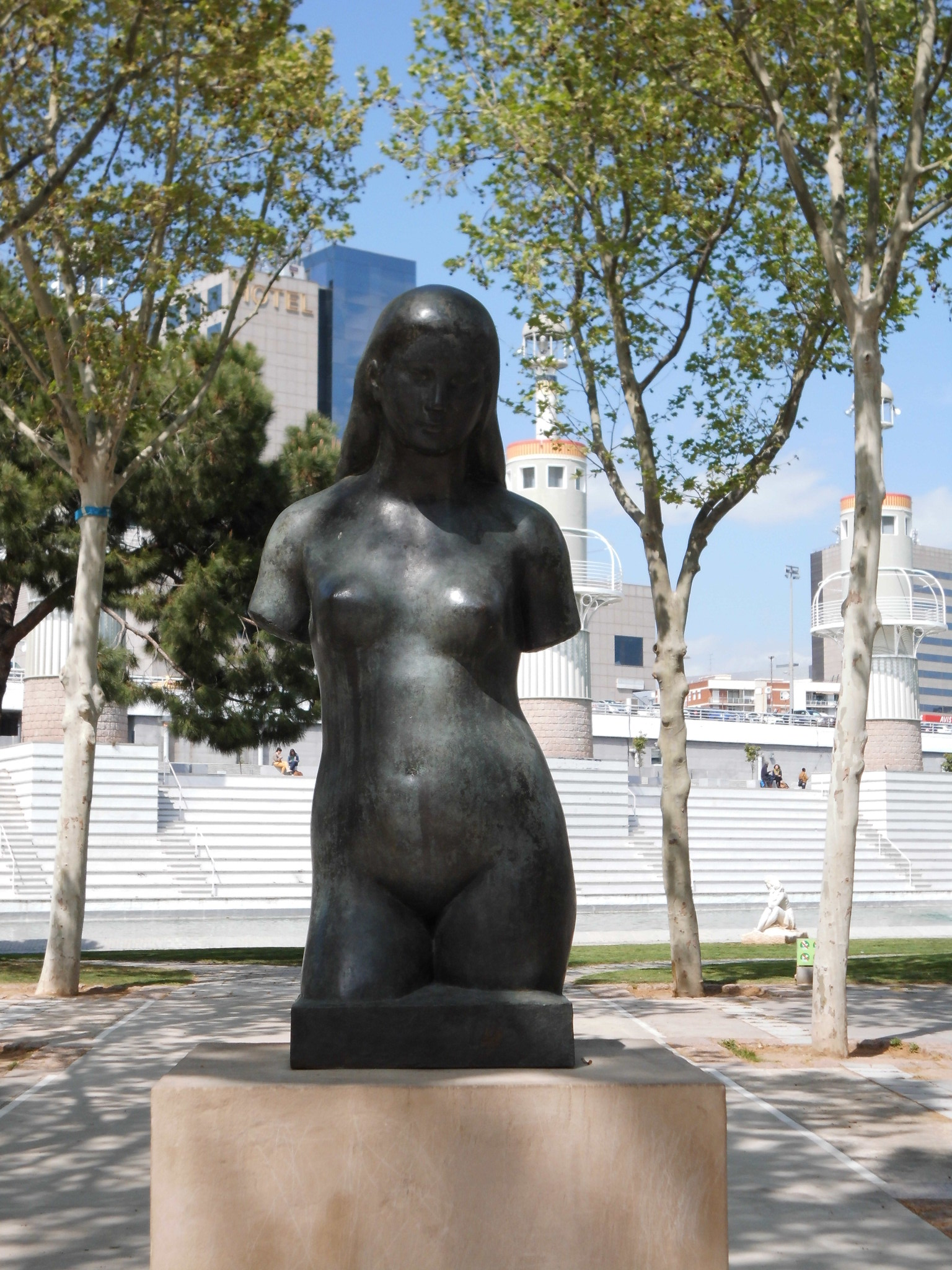
Torso de mujer, de Enric Casanovas (1947).

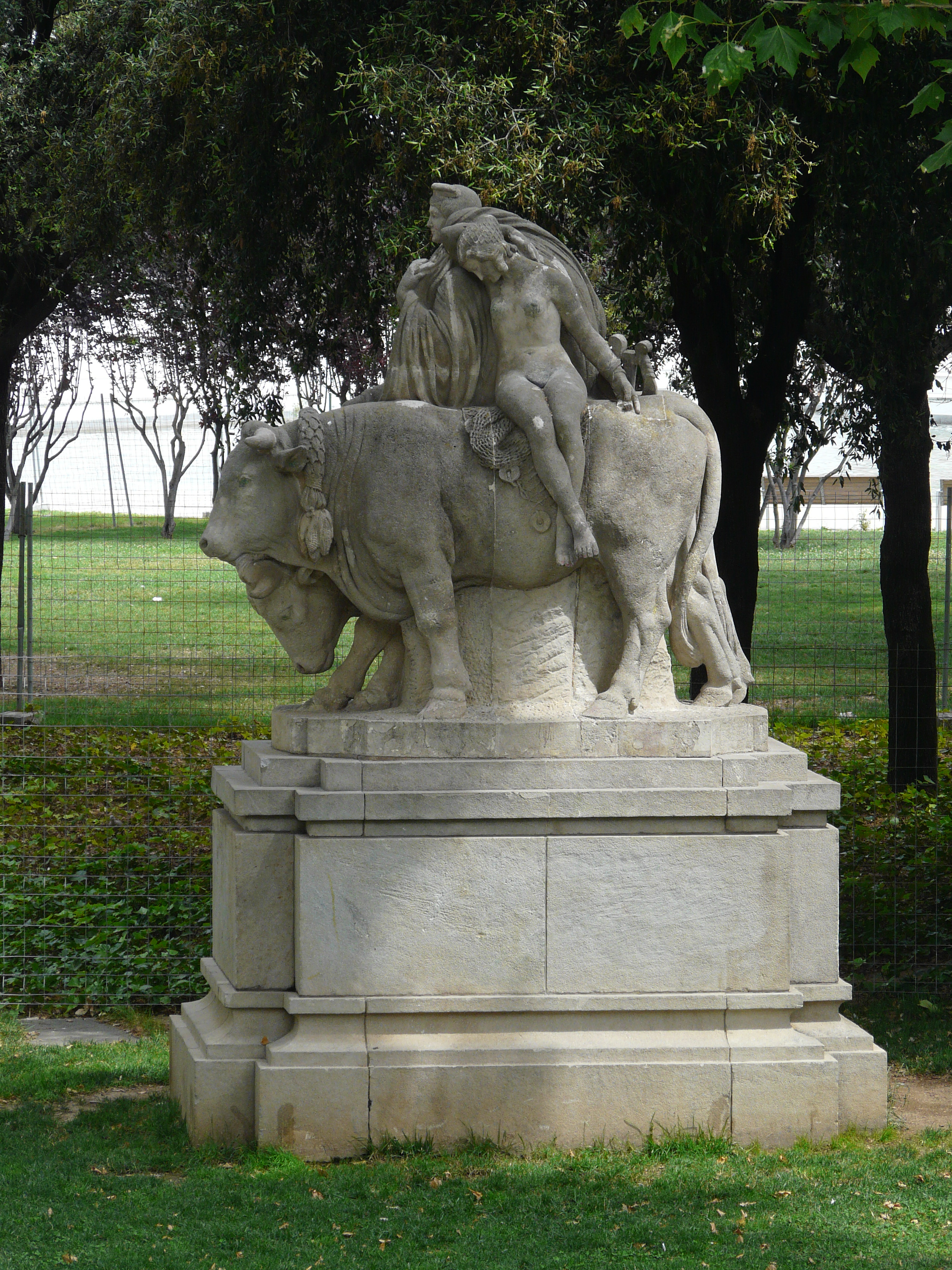
Los bueyes de la abundancia, de Antonio Alsina (1926).
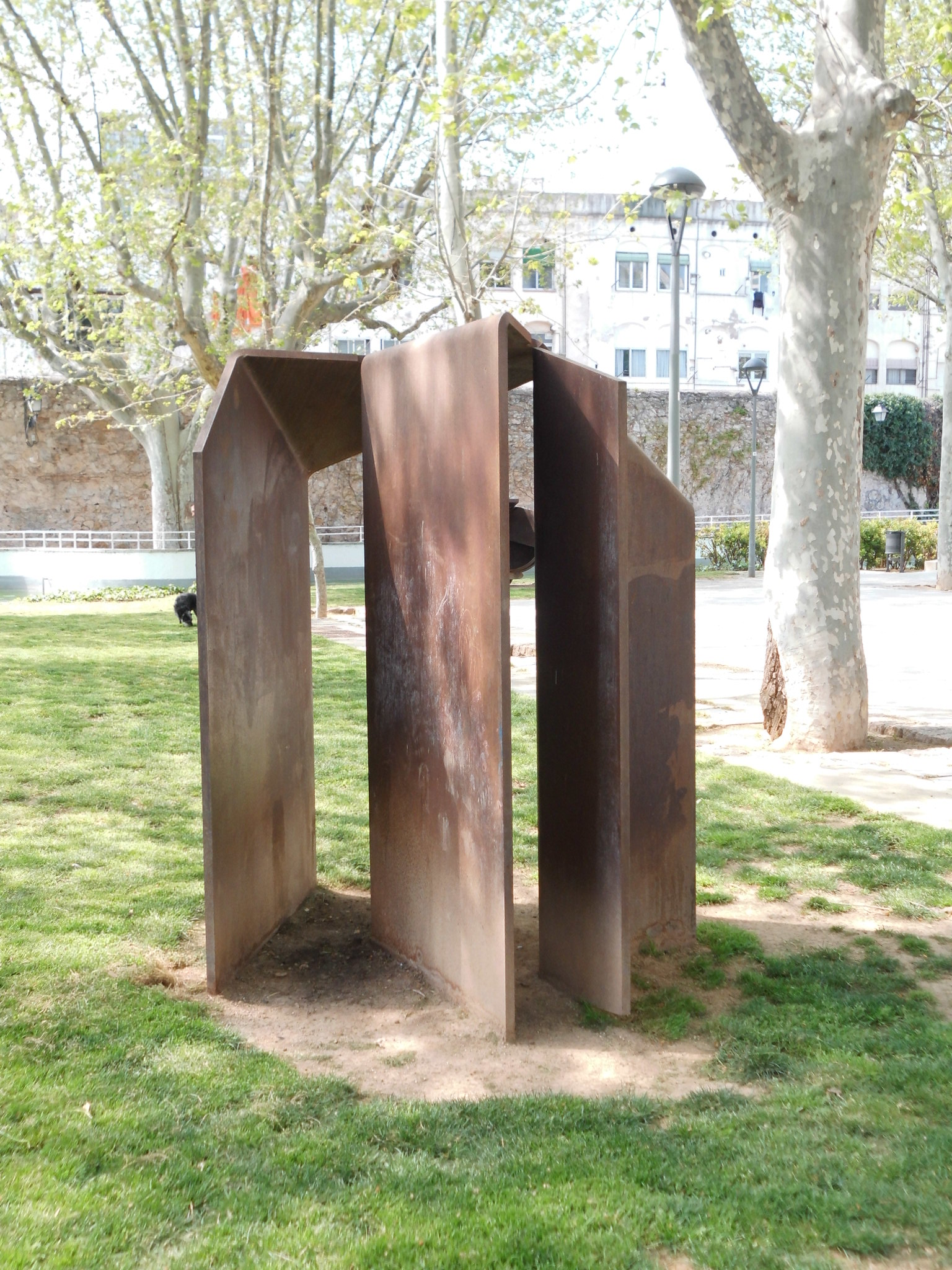
Landa V, de Pablo Palazuelo (1985).
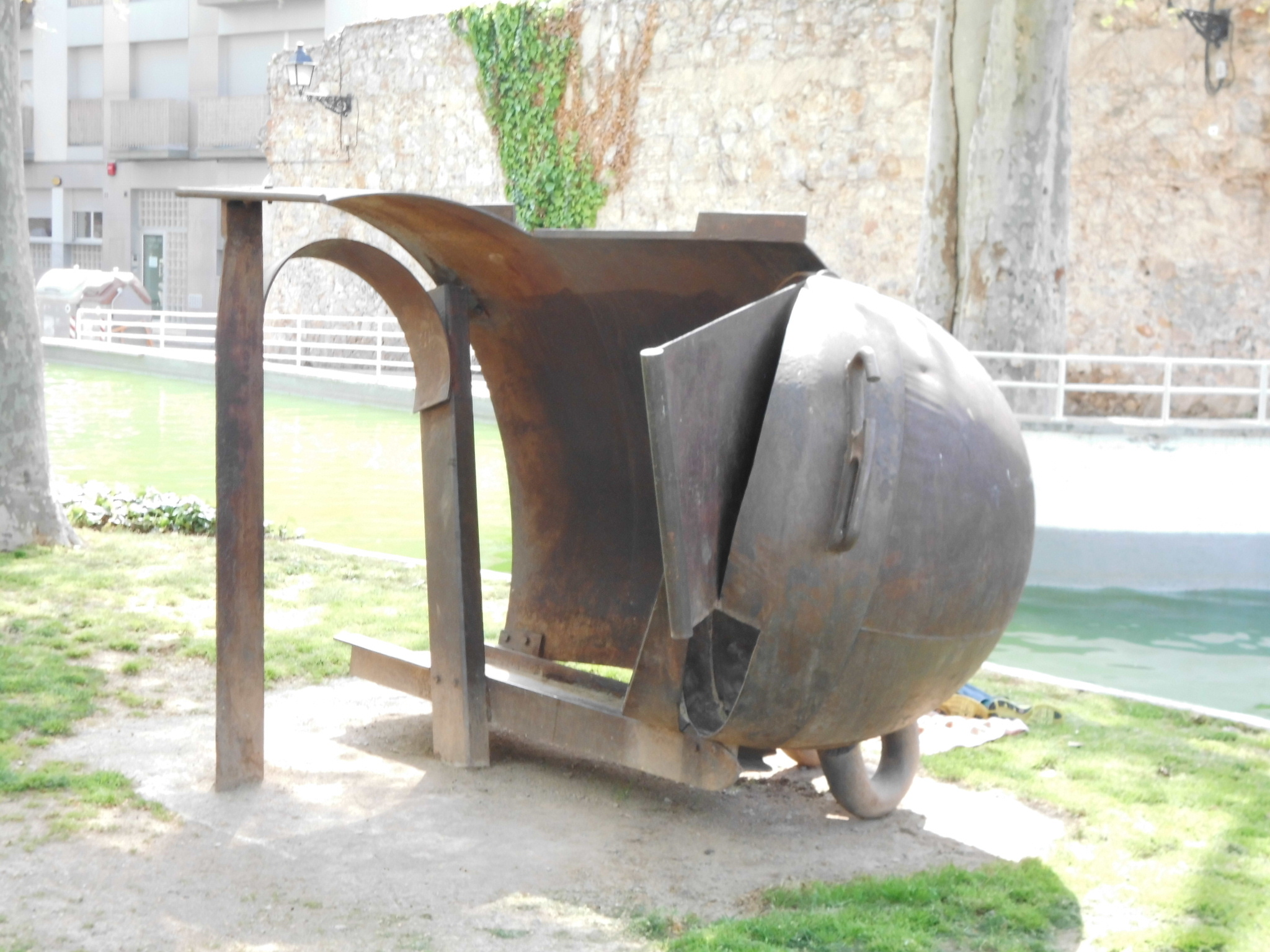
Alto Rhapsody, de Anthony Caro (1985).

## Vegetación
Entre las especies del parque destacan: el sauce llorón (Salix babylonica), el ciruelo (Prunus cerasifera "Atropurpurea"), la encina (Quercus ilex), el ciprés híbrido de Leyland (Cupressocyparis X leylandii), el pino piñonero (Pinus pinea), el plátano (Platanus X hispanica), el ciprés (Cupressus sempervirens "Stricta"), etc.